# Виленская операция (1919)
Виленская операция (польск. Operacja wileńska) — боевые действия Войска Польского против Красной Армии, направленные на захват Вильно, столицы ЛитБела, проводившиеся в апреле 1919 года во время советско-польской войны.
Виленская операция была первой наступательной операцией на литовско-белорусском оперативном направлении, которой руководил лично главнокомандующий Юзеф Пилсудский. Основным элементом операции был рейд 1-й кавалерийской бригады подполковника Владислава Белины-Пражмовского и действия 2-й пехотной дивизии легионов генерала Эдварда Рыдз-Смиглого на Вильно. Одновременные атаки на Лиду, Барановичи и Новогрудок преследовали цель связать значительные силы противника и отвлечь его внимание от главного направления. Кроме того, польские части прикрывали ударные группы со стороны Гродно от возможного враждебного противодействия немецких войск, ещё не выведенных по Компьенскому перемирию.
Между тем, Реввоенсовет Литовско-Белорусской армии (командующий А. Е. Снесарев) и штаб Литовской дивизии (начдив М. В. Лежинский), узнав о поражении Западной дивизии под Лидой, не приняли срочных мер по защите Вильно. Требование командующего фронтом о подготовке города к групповой обороне осталось только на бумаге. В самом Вильно серьезной силой был только один 153-й полк.
Проведя разведку на стыке Литовской и Западной дивизий поляки сосредоточили здесь конный отряд силою до 2000 сабель под командованием подполковника Белины-Пражмовскийого, с задачей набега на Вильно. 17 апреля этот отряд был уже под станцией Бенякони, где имел стычку с бронепоездом. Отряд маскировался, и команда бронепоезда не разгадала силы и намерения противника не сообщила об этом в штаб. Виленские военные власти также, по-видимому, не придали серьезного значения нападению на бронепоезд в 50 км от Вильно.
Между тем, отряд Белины, маскируясь, в течение 18 апреля совершил 60-километровый пробег и к 6 часам утра 19 апреля подошел к станции Вильно с юго-восточной стороны. Налет на станцию был так неожидан, что бывший там эшелон красноармейцев был обезоружен без всякого сопротивления. Двинувшись со станции в город, польские кавалеристы за несколько часов заняли половину Вильно, захватив два моста через Вилию. В этот же день поляками было восстановлено движение поездов по железной дороге Лида-Вильно, и первый батальон пехоты из Лиды к полудню этого дня был переброшен в Вильно. Завязались уличные бои в южной и западной частях города. Помимо регулярных подразделений с советской стороны в них участвовали коммунистические группы, с польской стороны — местные поляки.
Пилсудский сумел быстро перебросить сильную группировку (2-я пехотная дивизия легионов) генерала Рыдз-Смиглого в Вильно и добиться перевеса в силах. Между тем, штаб советской Литовской дивизии, находившийся в Вильно, установил связь с полками и направил на Вильно 6-й полк из района Мейшагола, но этот полк отказался наступать на город. Попытка подтянуть другие части, благодаря неорганизованности, закончилась также неудачно.  После трёхдневных кровопролитных боёв полякам удалось очистить Вильно от советских войск. 21 апреля, в день полного захвата города, туда прибыл сам маршал Пилсудский, восторженно встреченный местными поляками.

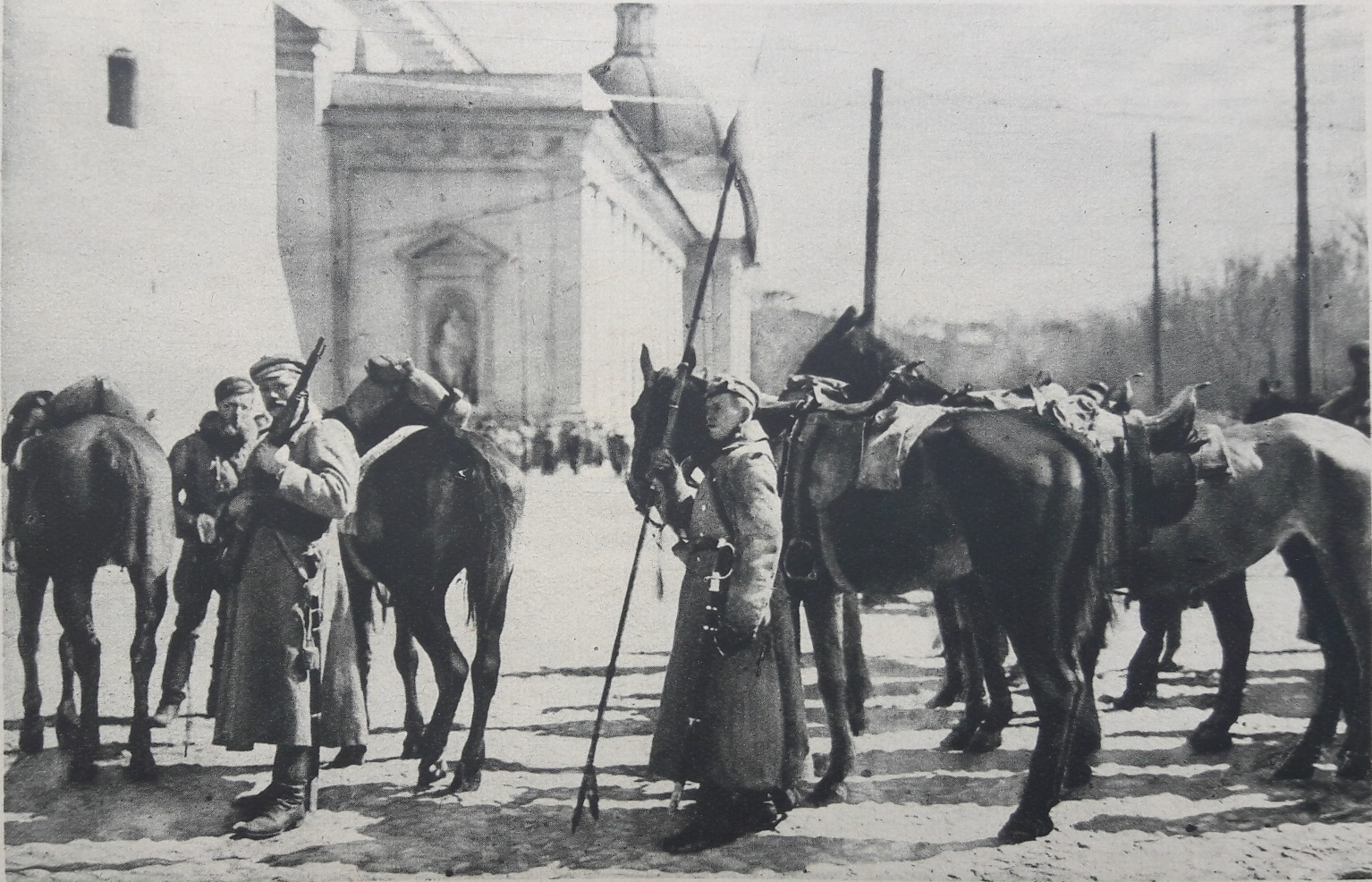
Полькие уланы в занятом Вильно.

Неожиданная Виленская катастрофа внесла полное расстройство в ряды Литовско-Белорусской армии. Командование фронта и армии, не имея резервов, не могло ничего сделать, чтобы отнять обратно город. Попытка создать кулак из 3-й бригады 17 дивизии со стороны Минска ни к чему не привела.

## О Виленской операции также
- Бои за Лиду
- Бои за Барановичи